# Corycaeus concinnus
Corycaeus concinnus är en kräftdjursart som först beskrevs av James Dwight Dana 1847.  Corycaeus concinnus ingår i släktet Corycaeus och familjen Corycaeidae. Inga underarter finns listade i Catalogue of Life.